# 西利乌斯·伊塔利库斯
西利乌斯·伊塔利库斯（拉丁語：Silius Italicus，28年—103年）。古罗马政治家、演说家、诗人。曾担任执政官，早年即接受良好教育，凭借演说而闻名，不久又开始撰写诗歌，影响显著，被活动公元前1世纪的古罗马学者所评述。其作品现仅存有残篇。